# Hanna K.
Pour plus de détails, voir Fiche technique et Distribution.
Hanna K. est un film de procès franco-israélien réalisé par Costa-Gavras, sorti en 1983.

## Synopsis
À 35 ans, Hanna Kaufman, décide de changer de vie. Elle quitte la France et s'installe à Jérusalem où elle devient la maîtresse du procureur Herzog dont elle attend bientôt un enfant. Pour sa première affaire d'avocate, elle doit défendre Selim Bakri, un réfugié palestinien. Elle gagne le procès du jeune homme, mais celui-ci refuse de quitter le pays car il revendique son droit sur une maison qui appartenait à sa famille avant l'occupation israélienne. À travers lui, Hanna découvre le sort des réfugiés et accepte de défendre Bakri, jusqu'au bout… Elle met son enfant au monde et, peu à peu, une intimité professionnelle naît entre Hanna et le Palestinien. Victor Bonnet, époux français d'Hanna, arrive en Israël pour tenter de mettre bon ordre à cette histoire de cœur, à la demande du procureur Herzog…

## Fiche technique
- Réalisateur : Costa-Gavras
  - Assistants du réalisateur : Claire Denis, Louis Becker
- Scénario : Costa-Gavras et Franco Solinas
- Musique : Gabriel Yared
- Costumes : Édith Vesperini
- Décors : Pierre Guffroy
- Photographie : Ricardo Aronovich
- Montage : Françoise Bonnot
- Son : Pierre Gamet
- Casting : Marguerite Capelier
- Sociétés de production : K. G. Productions, Gaumont et Films A2
- Société de distribution : Gaumont (France)
- Pays d'origine :  France,  Israël
- Langues originales : anglais, et plus secondairement hébreu, arabe et français
- Genre : drame
- Durée : 111 minutes
- Date de sortie :
  - France : 7 septembre 1983

## Distribution
- Jill Clayburgh : Hanna Kaufman
- Jean Yanne : Victor Bonnet
- Gabriel Byrne : Joshué Herzog
- Mohammed Bakri : Selim Bakri
- David Clennon : Amnon
- Shimon Finkel : le professeur Leventhal
- Oded Kotler : l'étranger
- Michal Bat-Adam (en) : la femme russe
- Dafna Levy : Dafna
- Dan Muggia : capitaine "Allenby bridge"
- Robert Sommer : le président du tribunal
- Ronald Guttman : le directeur de prison
- Bruno Corazzari : président du tribunal
- Amnon Kapeliouk : juge
- Dalik Wolinitz : sergent du check point
- Luca Barbareschi : jeune avocat
- Gideon Amir : avocat tribunal
- William Berger : journaliste allemand
- Murray Grönwall : interprète prison
- Cyrus Elias (it) : garde parloir prison
- Izviad Arad : guide touristique
- Jacques Cohen : homme aéroport
- Uri Gavriel : barman aéroport
- Manuel Cauchi : barman plage
- Sinay Peter : contrôle aéroport
- Edward Betz : huissier
- Sarit Shatsky : Ludmilla
- Tal Ron : capitaine village
- Zinedine Soualem : sergent village

## Production
Le tournage a eu lieu en Israël et en Palestine en 1982.

## Distinctions
- Mostra de Venise 1983 : sélection officielle, en compétition pour le Lion d'or
- César 1984 : nomination au César du meilleur montage pour Françoise Bonnot